# Kulturåret 1802

## Nya verk
- François-René de Chateaubriand – René

## Händelser
Carl Gustaf Eckstein väljs in som ledamot av Konstakademien.

## Födda
- 22 januari – Heinrich Eddelien (död 1852), dansk-tysk målare.
- 26 februari – Victor Hugo (död 1885), fransk författare, dramatiker och diktare.
- 8 april – Georg Ferdinand Howaldt (död 1883), tysk bronsgjutare.
- 9 april – Elias Lönnrot (död 1884), finländsk författare och folkdikts- och språkforskare.
- 1 maj – Martin Disteli (död 1844), schweizisk konstnär.
- 22 maj – Leopold Feldmann (död 1882), tysk komediförfattare.
- 17 juni – Hermann Mayer Salomon Goldschmidt (död 1866), tysk astronom och målare.
- 22 juli – Jakob Felsing (död 1883), tysk kopparstickare.
- 24 juli – Alexandre Dumas d.ä. (död 1870), fransk författare.
- 13 augusti – Nikolaus Lenau (död 1850), österrikisk poet.
- 15 augusti – Théodore Gudin (död 1880), fransk målare.
- 28 augusti – Thomas Aird (död 1876), skotsk författare.
- 23 september – Carl Hasenpflug (död 1858), tysk målare.
- 17 oktober – Johan Cardon (död 1878), svensk konstnär litograf och hovgravör.
- 27 december – Thomas Fearnley (död 1842), norsk nationalromantisk målare.
- okänt datum – Emma Fürstenhoff (dödsår 1871), svensk konstnär och florist.

## Avlidna
- 15 november – George Romney (född 1734), brittisk porträttmålare.
- 27 december – Jens Juel (född 1745), dansk konstnär.
- okänt datum – Francesco Casanova (född 1727), venetiansk konstnär.